# Piotrkowianin Piotrków Trybunalski
Miejski Klub Sportowy Piotrkowianin Piotrków Trybunalski – polski męski klub piłki ręcznej, założony w 1997 w Piotrkowie Trybunalskim. Występuje w Superlidze.

## Historia
W okresie PRL zespoły z Piotrkowa Trybunalskiego przez dwa sezony występowały w I lidze mężczyzn. W 1968 awans do najwyższej klasy rozgrywkowej wywalczyła Concordia, zaś w 1979 promocję uzyskała Piotrcovia, która w sezonie 1979/1980 w 36 meczach zdobyła 16 punktów i zajęła ostatnie, 10. miejsce.
Piotrkowianin swój pierwszy mecz rozegrał 28 września 1997, remisując z ChKS-em Łódź (24:24). W sezonie 2003/2004 zajął 1. miejsce w I lidze (18 zwycięstw w 24 meczach) i awansował do Ekstraklasy. Ponadto zawodnik Piotrkowianina Roman Batourine został najlepszym strzelcem rozgrywek (209 bramek).
W Ekstraklasie Piotrkowianin zadebiutował we wrześniu 2004, przegrywając na wyjeździe z Chrobrym Głogów (26:28). Pierwsze zwycięstwo odniósł 9 października 2004, pokonując AZS-AWFiS Gdańsk (28:25). Fazę zasadniczą debiutanckiego sezonu 2004/2005 w Ekstraklasie zakończył na 10. miejscu w tabeli z dorobkiem 12 punktów. W rywalizacji o utrzymanie zanotował cztery zwycięstwa, jeden remis i jedną porażkę. Dzięki tym wynikom zachował 10. pozycję w tabeli (21 punktów; bilans bramkowy: 728–819), gwarantującą pozostanie w najwyższej klasie rozgrywkowej. W sezonie 2005/2006 Piotrkowianin zajął w Ekstraklasie 9. miejsce.
W sezonie 2006/2007 Piotrkowianin po raz pierwszy awansował do fazy play-off (w fazie zasadniczej zajął 8. miejsce). W 1/4 finału został pokonany przez Zagłębie Lubin (23:33; 28:32). Następnie zwyciężył Warmię Olsztyn (36:33; 28:28), a w rywalizacji o 5. miejsce wygrał z Chrobrym Głogów (36:32; 28:25). Ponadto w sezonie 2006/2007 zawodnik piotrkowskiej drużyny, Dmytro Zinczuk, zajął 2. miejsce w klasyfikacji najlepszych strzelców ligi (180 bramek). W rundzie zasadniczej sezonu 2007/2008 Piotrkowianin odniósł 13 zwycięstw, zanotował jeden remis i poniósł osiem porażek. Do gry w fazie play-off przystąpił z 5. miejsca – w ćwierćfinale przegrał z Vive Kielce (28:30; 34:33; 30:33), a później pokonał Miedź Legnicę (26:26; 31:26) oraz 26 kwietnia 2008 i 3 maja 2008 wygrał z Azotami-Puławy (31:30; 27:26), kończąc rozgrywki na 5. pozycji. W sezonie 2008/2009 Piotrkowianin po raz trzeci z rzędu rywalizował o 5. miejsce, jednak przegrał z Warmią Olsztyn (27:26; 26:34), kończąc rozgrywki na 6. pozycji. W najwyższej klasie rozgrywkowej Piotrkowianin występował do 2011.
W sezonie 2011/2012 Piotrkowianin wygrał I ligę (grupa B) i po rozgrywkach finałowych, w których odniósł trzy zwycięstwa, awansował do Superligi. W sezonie 2012/2013 zajął w niej 8. miejsce, natomiast w sezonie 2013/2014 uplasował się na 10. pozycji (7 zwycięstw, trzy remisy i 18 porażek) i po przegranym barażu z Nielbą Wągrowiec spadł do I ligi. W sezonie 2015/2016, po zwycięstwie z Siódemką Miedź Legnica (32:20) na dwie kolejki przed końcem rozgrywek, Piotrkowianin zapewnił sobie awans do Superligi (rozgrywki I ligi (grupa B) zakończył na 1. miejscu, odnosząc 22 zwycięstwa w 26 meczach).
W rundzie zasadniczej sezonu 2016/2017 Piotrkowianin wygrał pięć meczów, a 21 przegrał. W spotkaniu 21. kolejki, rozegranym 8 marca 2017, pokonał we własnej hali Wisłę Płock (26:25), co przez komentatorów zostało uznane za sensację sezonu. Ostatecznie Piotrkowianin zajął w grupie pomarańczowej ostatnie miejsce, natomiast w tabeli zbiorczej uplasował się na 13. miejscu, wyprzedzając o trzy punkty Meble Wójcik Elbląg. Zespół z Piotrkowa Trybunalskiego przystąpił następnie do gry o Puchar Superligi – w grupie Suzuki odniósł dwa zwycięstwa i zanotował trzy porażki. Rozgrywki zakończył 19 maja 2017, pokonując Meble Wójcik Elbląg (33:23). Po meczu tym zawodniczą karierę zakończył 39-letni Dmytro Zinczuk, który występował w Piotrkowianinie przez 6,5 sezonu i zdobył w tym czasie dla niego 753 bramki. Najlepszym strzelcem Piotrkowianina w sezonie 2016/2017 Superligi był Stanisław Makowiejew, który zdobył 104 bramki.
W sezonie 2017/2018 Piotrkowianin wygrał 11 meczów i 19 przegrał. Z dorobkiem 39 punktów zajął 6. miejsce w tabeli grupy granatowej i 11. w tabeli zbiorczej. Rozgrywki zakończył 14 kwietnia 2018, przegrywając na wyjeździe po serii rzutów karnych z Pogonią Szczecin (25:25, k: 4:5). Najlepszym strzelcem piotrkowskiego zespołu był Piotr Swat, który zdobył 107 goli. W trakcie sezonu dwaj gracze Piotrkowianina, bramkarz Marcin Schodowski i środkowy rozgrywający Stanisław Makowiejew (odszedł po zakończeniu rozgrywek do Chrobrego Głogów), zadebiutowali w reprezentacji Polski. W sezonie 2018/2019 piotrkowska drużyna odniosła 13 zwycięstw i poniosła 13 porażek. Z dorobkiem 39 punktów uplasowała się w tabeli fazy zasadniczej na 7. miejscu. W 1/4 finału play-off, której mecze odbyły się 25 i 30 kwietnia 2019, została pokonana przez Wisłę Płock (26:32; 20:33). Wynik Piotrkowianina w sezonie 2018/2019 (pierwszy awans do fazy play-off Superligi od 2013) został określony jako „nadzwyczaj udany”. Najlepszym strzelcem zespołu był Marcin Szopa (87 bramek), który otrzymał również nominację do nagrody Gladiator Publiczności. Latem 2019 trenera Dmytro Zinczuka, który odszedł do MMTS-u Kwidzyn, zastąpił Bartosz Jurecki.

## Osiągnięcia
- Ekstraklasa:
  - 5. miejsce: 2006/2007, 2007/2008
  - 6. miejsce: 2008/2009
- I liga:
  - 1. miejsce: 2003/2004, 2011/2012, 2015/2016

## Drużyna

### Kadra w sezonie 2019/2020
| Nr                                               | Zawodnik             | Pozycja      | Data ur.   | Wzrost |
| ------------------------------------------------ | -------------------- | ------------ | ---------- | ------ |
| 1                                                | Franciszek Grajewski | bramkarz     | 20.06.2001 | 183    |
| 4                                                | Tomasz Mróz          | skrzydłowy   | 11.03.1985 | 180    |
| 8                                                | Szymon Woynowski     | rozgrywający | 18.07.1986 | 190    |
| 9                                                | Sebastian Iskra      | rozgrywający | 18.07.1987 | 193    |
| 11                                               | Marcin Szopa         | skrzydłowy   | 17.04.1995 | 180    |
| 12                                               | Damian Procho        | bramkarz     | 02.09.1994 | 192    |
| 13                                               | Mateusz Kaźmierczak  | obrotowy     | 23.01.1996 | 192    |
| 14                                               | Piotr Swat           | skrzydłowy   | 08.06.1986 | 178    |
| 17                                               | Adrian Turkowski     | rozgrywający | 20.03.1997 | 188    |
| 20                                               | Bartosz Nastaj       | rozgrywający | 24.04.1995 | 188    |
| 22                                               | Filip Surosz         | rozgrywający | 19.12.1994 | 188    |
| 23                                               | Kacper Pyrka         | bramkarz     | 23.02.1998 | 188    |
| 24                                               | Artur Kot            | bramkarz     | 28.12.1993 | 190    |
| 32                                               | Roman Požárek        | obrotowy     | 23.09.1985 | 186    |
| 55                                               | Patryk Mastalerz     | skrzydłowy   | 11.03.1997 | 184    |
| 77                                               | Grzegorz Sobut       | rozgrywający | 12.03.1983 | 190    |
| 87                                               | Marcin Tórz          | rozgrywający | 04.05.1987 | 193    |
| 90                                               | Adam Pacześny        | obrotowy     | 11.04.1990 | 188    |
| 95                                               | Piotr Rutkowski      | rozgrywający | 08.10.1995 | 200    |
| Źródło: Zawodnicy. zprp.pl. [dostęp 2019-08-25]. |                      |              |            |        |

### Transfery
Transfery w sezonie 2019/2020
| Przybyli - Artur Kot (Olimpia Piekary Śląskie) - Piotr Rutkowski (Stal Mielec) - Adrian Turkowski (Stal Gorzów Wielkopolski) | Odeszli - Orfeus Andreou - Marcin Schodowski (Zagłębie Lubin) - Artur Urbański (Baník Karviná) |

## Występy w najwyższej klasie rozgrywkowej
| Lp. | Sezon     | Miejsce |
| --- | --------- | ------- |
| 1.  | 2004/2005 | 10.     |
| 2.  | 2005/2006 | 9.      |
| 3.  | 2006/2007 | 5.      |
| 4.  | 2007/2008 | 5.      |
| 5.  | 2008/2009 | 6.      |
| 6.  | 2009/2010 | 8.      |
| 7.  | 2010/2011 | 11.     |
| 8.  | 2012/2013 | 8.      |

| Lp. | Sezon     | Miejsce |
| --- | --------- | ------- |
| 9.  | 2013/2014 | 10.     |
| 10. | 2016/2017 | 12.     |
| 11. | 2017/2018 | 11.     |
| 12. | 2018/2019 | 7.      |
| 13. | 2019/2020 | 10      |
| 14. | 2020/2021 | 13      |
| 15. | 2021/2022 | 7       |
| 16. | 2022/2023 | 11      |